# Matthew Stewart, 4.º Conde de Lennox
Matthew Stewart (Dumbarton, 21 de setembro de 1516 — Stirling, 4 de setembro de 1571), conde de Lennox em 1526, Lorde Methven, foi Regente da Escócia. No início de sua vida, serviu a coroa de França em guerras na Itália, e por isso o nome STEWART passou a ser grafado STUART, pois teve a nacionalidade francesa desde 1537.
Retornou à Escócia quando da morte de Jaime V da Escócia. Casara-se desde 19 de junho de 1544 no Palácio de St. James, em Londres, com Margarida Douglas (1515-1578), filha da Rainha Margarida Tudor, viúva de Jaime IV e mãe de Jaime V da Escócia, e de seu segundo marido, Archibald Douglas, conde de Angus, de quem se divorciou.
Foi o segundo Regente de seu neto, Jaime VI da Escócia. Idoso, pouco fez. Era aliado do rei da Inglaterra Henrique VIII, mas caiu de graça e não pode ter influência sobre sua filha Isabel ou Elizabeth I por ser católico romano. Mas conseguiu fazer seu filho casar com a Rainha da Escócia, Maria Stuart e depois de sua abdicação, sucedeu James Stewart, 1.º Conde de Moray, como Regente, depois de seu assassinato. Foi assassinado por partidários de Maria da Escócia, num ataque ao Parlamento.

## Posteridade
- 1 - Henrique cedo morto (1544-1545).
- 2 - Henrique Stuart, Lorde Darnley.
- 3 - Carlos Stuart (1555-1576). 5º Conde ou Earl Lennox em 18 de abril de 1572 que de seu casamento com Elizabeth Cavendish teve uma filha, Lady Arabella Stuart, executada na Torre de Londres.